# Michael Barrantes
Michael Francisco Barrantes Rojas (Heredia, 4 oktober 1983) is een Costa Ricaans voormalig voetballer die doorgaans speelde als middenvelder. Tussen 2004 en 2025 was hij actief voor Belen, Puntarenas, Deportivo Saprissa, Aalesunds, Shanghai Shenxin, Wuhan Zall, Cartaginés, Municipal Grecia, opnieuw Deportivo Saprissa, opnieuw Cartaginés, Alajuelense, opnieuw Puntarenas en Santa Ana. In 2006 maakte hij zijn debuut in het Costa Ricaans voetbalelftal en kwam uiteindelijk tot vierenvijftig interlandoptredens.

## Clubcarrière
In zijn vaderland Costa Rica speelde Barrantes eerst in de jeugd van Ramonense, waarna hij via Belen en Puntarenas bij Deportivo Saprissa terechtkwam. In 2008 werd Saprissa landskampioen na het winnen van een play-offduel tegen Alajuelense, waarin Barrantes de winnende treffer maakte. In juli 2010 werd hij op huurbasis overgenomen door het Noorse Aalesunds. Hij scoorde tweemaal in zeven optredens in die periode bij de club en er werd besloten hem definitief over te nemen. Hij ondertekende een verbintenis die hem voor vijf jaar bij Aalesunds zou houden.
Na vijf jaar verliet de Costa Ricaan de Noorse competitie voor Shanghai Shenxin. Een jaar later verhuisde hij binnen China naar Wuhan Zall. Ook bij Wuhan bleef de middenvelder één jaar waarna hij terugkeerde naar zijn vaderland Costa Rica. Daar zette hij bij Cartaginés zijn handtekening onder een verbintenis voor de duur van een half jaar. Na een halfjaar stapte Barrantes over naar Municipal Grecia. Opnieuw een halfjaar later, in januari 2018, keerde de middenvelder terug bij Deportivo Saprissa.
In januari 2022 besloot Barrantes de club achter zich te laten. Hierop tekende de middenvelder tot het einde van het kalenderjaar bij Cartaginés. Anderhalf jaar later verkaste Barrantes naar Alajuelense. Na een jaar bij die club nam Puntarenas hem over. Santa Ana nam hem in januari 2025 over. Barrantes besloot in juli 2025 op eenenveertigjarige leeftijd een punt achter zijn actieve loopbaan te zetten.

## Interlandcarrière
Barrantes maakte zijn debuut in het Costa Ricaans voetbalelftal op 5 februari 2007, toen er met 4–0 gewonnen werd van Trinidad en Tobago. Zijn eerste doelpunt voor het nationale team wist hij te maken op 26 januari 2010, toen er met 2–3 werd verloren van Argentinië. In mei 2014 werd Barrantes door bondscoach Jorge Luis Pinto opgenomen in de selectie voor het wereldkampioenschap. In de eerste wedstrijd voor het Costa Ricaanse elftal tegen Uruguay (1–3 winst) verving Barrantes een minuut voor het einde van de officiële speeltijd Christian Bolaños. In zes minuten speeltijd wist hij een overtreding te maken en zelf slachtoffer te worden van een Uruguayaanse overtreding.

## Erelijst
| Competitie         | Aantal             | Jaren              |                    |                    |
| Deportivo Saprissa | Deportivo Saprissa | Deportivo Saprissa | Deportivo Saprissa | Deportivo Saprissa |
| ------------------ | ------------------ | ------------------ | ------------------ | ------------------ |
| Primera División   | 1                  | 2008               |                    |                    |
| Aalesunds          |                    |                    |                    |                    |
| NM Cupen           | 1                  | 2011               |                    |                    |